# Lispe cotidiana
Lispe cotidiana är en tvåvingeart som beskrevs av John Otterbein Snyder 1954. Lispe cotidiana ingår i släktet Lispe och familjen husflugor. Inga underarter finns listade i Catalogue of Life.